# Szlovákiai magyarok

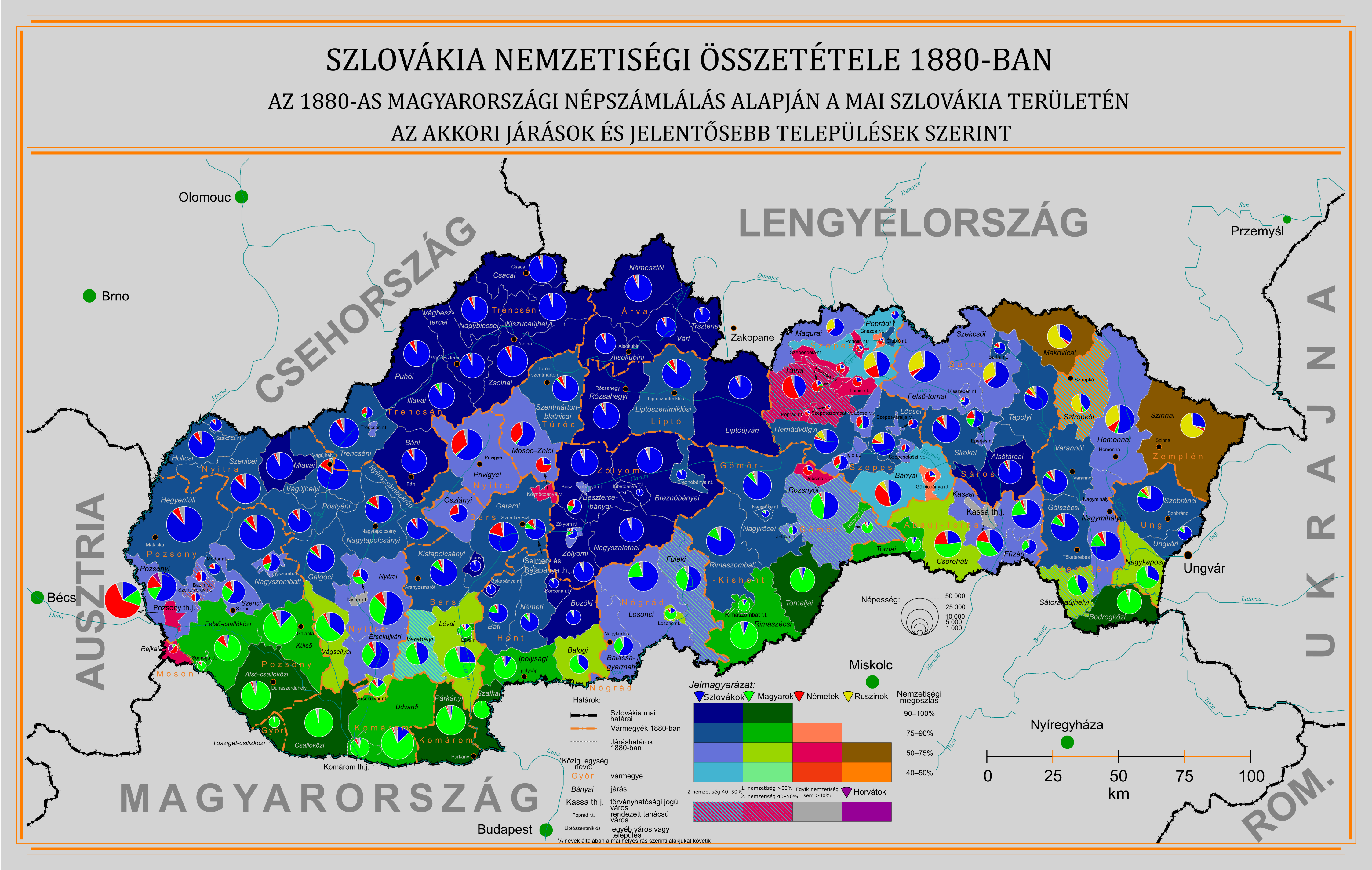
A mai Szlovákia akkor még Magyarországhoz tartozó területének nemzetiségi térképe 1880-ban (anakronisztikus államhatárokkal)

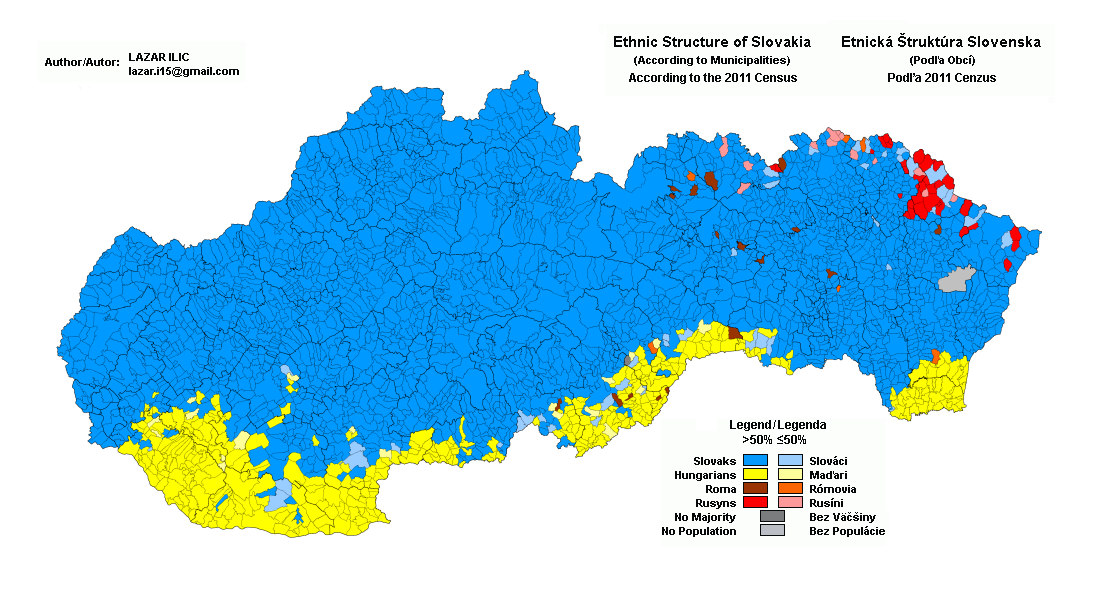
A magyar lakosság aránya Szlovákiában a 2011-es népszámlálás adatai alapján
50-100%

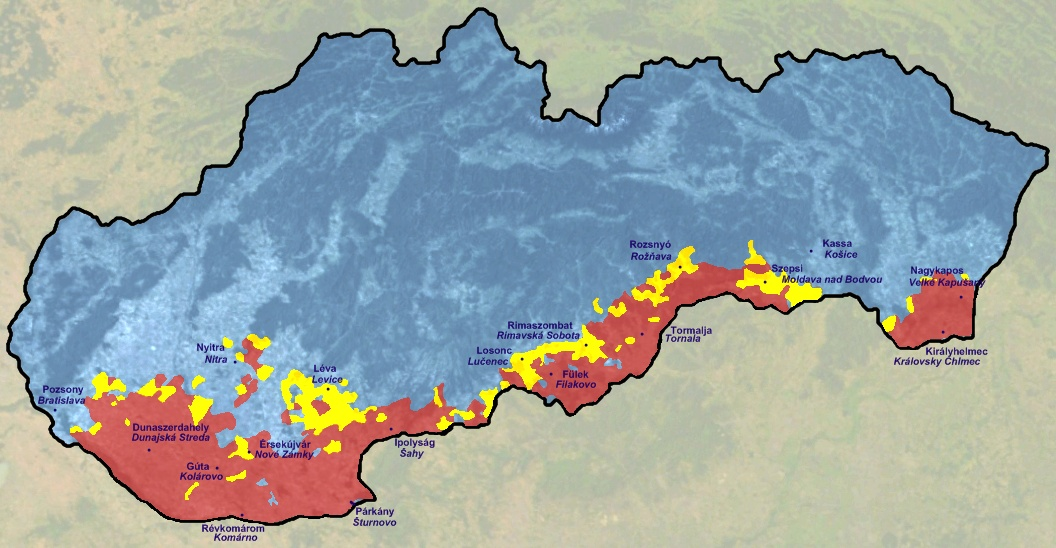
A magyar lakosság aránya Szlovákiában a 2001-es népszámlálás adatai alapján
50-100%
10-50%
0-10%

A szlovákiai magyarok vagy felvidéki magyarok egyike azon kisebbségeknek, amelyek az első világháborút lezáró versailles-i békeszerződések következtében alakultak ki. A jog immár több mint 100 éve a csehszlovák, illetve a szlovák államhoz köti őket, rokoni kapcsolataik, kulturális-nyelvi kötődésük és etnikai identitásuk azonban továbbra is erős szálakkal fűzi őket Magyarországhoz.

## Történelem

### Trianontól a második világháború kezdetéig
A szlovákiai magyar kisebbség története az első Csehszlovák Köztársaság 1918. október 28-ai megalakulásával vette kezdetét. A korabeli nagyhatalmi viszonyoknak és a csehszlovák politika érdekérvényesítő szerepének köszönhetően a csehszlovák-magyar államhatárt nem etnikai, hanem stratégiai, gazdasági és közlekedési szempontok alapján húzták meg. Így az 1920. június 4-én aláírt trianoni békeszerződés értelmében mintegy 1 millió 70 ezer magyar anyanyelvű került a frissen kikiáltott csehszlovák államhoz. Ebből a Szlovákiának nevezett országrészben 890 ezer, míg Kárpátalján 180 ezer magyar élt.
A szlovákiai magyarok történetének első nagy korszakát a két világháború közötti Csehszlovákiában eltöltött 20 év története alkotja. Az 1918-tól 1938-ig létező ún. első Csehszlovák Köztársaság a térség egyik legfejlettebb gazdaságával és parlamentáris demokráciájával rendelkezett, de a csehszlovák nemzetállami törekvések következtében a magyarok mégsem tudták sajátjuknak érezni azt az országot, amelyben éltek. A demokratikusnak mondott csehszlovák politika részéről számos sérelem érte a két világháború között a szlovákiai magyarokat: magyarok tízezreit utasították ki az országból, emlékműveiket lerombolták, nyelvüket másodrangú nyelvvé silányították, iskolái egy részét bezárták. Különösen sérelmes volt a csehszlovák földreform, amely során a magyar vidéken felparcellázott nagybirtokokat nem a helyi szegényparasztság, hanem az odatelepített szlovák és cseh telepesek kapták meg. Ez a gazdasági veszteség kihatott a magyarok politikai érdekérvényesítő szerepére és kulturális lehetőségeire is. Mindezek ellenére a két világháború között a szlovákiai magyarok teljes életet éltek: voltak politikai pártjai (a legjelentősebbek az ellenzéki politikát folytató Országos Keresztényszocialista Párt és a Magyar Nemzeti Párt, amelyek 1936-ban Egyesült Magyar Párt néven összeolvadtak), jelentős kulturális szervezeteik, számos napi-, heti- és havilapjuk, önálló sportszervezeteik voltak.
A csehszlovák államfordulatot követően az új állami keretek között magyarság számának csökkenése a statisztikai hibaforrásoktól eltekintve, kb. 105 ezer főre tehető, akik főként az értelmiség és a hivatalnoki középosztályból kerültek ki, mivel elvesztették megélhetésüket. További 16 ezer személytől megtagadták a csehszlovák állampolgárságot. A népszámlálási adatok szerint további 76 ezer fővel csökkent a magyarság létszáma 1921-1930 között.

### 1938-1945
A nemzeti kisebbségek problémájának megoldását 20 éven át halogató csehszlovák állam 1938/39-ben a belső problémái és a náci Németország agressziójának következtében szétesett. Miután 1938. szeptember 29-én a müncheni egyezmény Németországnak ítélte Csehország németek által lakott térségeit, a magyar kormányzat is szorgalmazni kezdte az etnikai elvű revíziót. A nagyhatalmi döntés értelmében erről a két érdekelt országnak kellett megállapodnia, így 1938. október 9-e és 13-a között Komáromban tárgyalások kezdődtek Magyarország és Csehszlovákia között egy esetleges határmódosításról. Noha a tárgyalások végül eredmény nélkül zárultak, a két fél néhány nagyobb város hovatartozásának kivételével meg tudott egyezni az új államhatár vonalában. A végső döntést azonban a német és olasz külügyminiszter alkotta nemzetközi döntőbíróság mondta ki. A november 2-án a bécsi Belvedere palotában lezajlott döntés alapján Magyarország 11 927 négyzetkilométernyi területet kapott vissza valamivel több mint 1 millió lakossal. A visszatért lakosságnak 84%-a volt magyar, a maradék szlovák vagy rutén. A vitatott városok közül Pozsony és Nyitra ugyan Szlovákiában maradt, de a magyar kultúra olyan fellegvárai kerültek az anyaországhoz vissza, mint Dunaszerdahely, Galánta, Érsekújvár, Komárom, Léva, Losonc, Rimaszombat, Rozsnyó, Kassa, Munkács és Ungvár.
Az első bécsi döntés és Kárpátalja megszállása következtében az 1918-ban Csehszlovákiához került magyar nemzetrész döntő többsége pár évre ismét Magyarország polgárává vált. A visszacsatolást a lakosság mindenütt kitörő örömmel fogadta, és a bevonuló honvédeket díszkapuk, ünnepségek, virágeső köszöntötték. A visszatérést követő öröm mellett azonban gyorsan jelentkeztek a gondok is. A visszacsatolt területeket elözönlő anyaországi hivatalnokok és a Csehszlovákiához képest elmaradottabb gazdasági és szociális viszonyok sok keserűséget okoztak a „visszatért magyaroknak.”. Az igazi gondokat azonban a magyarok feje fölé gyülekező háborús fellegek jelentették, amelyek a megpróbáltatások újabb sorát hozták a felvidéki magyarok számára. A Don-kanyari katasztrófa közös sorsa volt a felvidéki és anyaországi magyaroknak. Ezen kívül a holokauszt borzalmai egyaránt érintették a felvidéki és az anyaországi zsidókat.

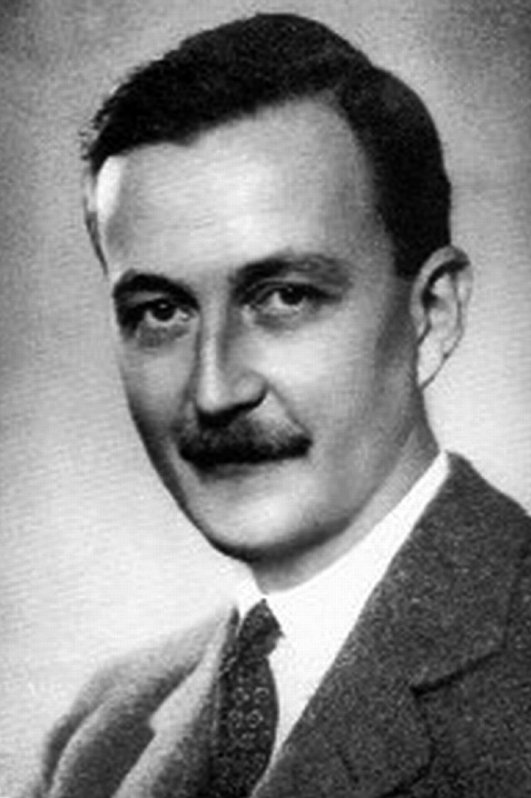
Esterházy János

A magyarok egy kis – mintegy 67 ezres lélekszámú – közössége a fasizálódó első Szlovák Köztársaságban élte át a második világháború éveit. A két világháború közti csehszlovákiai magyar szellemi központok (városok) és szellemi vezetők többsége visszakerült Magyarországhoz, de a szlovákiai magyarok belső újraszervezése ezért sem állhatott le. Számos értelmiségi vállalt vezető szerepet a kisebbségi életben, például Aixinger László, Brogyányi Kálmán, Dallos István, Faith Fülöp, Gyürky Ákos, Klatt Aurél, Mártonvölgyi László, Peéry Rezső, Révay István, Sedivy László, Stelczer Lajos, Szalatnai Rezső, Szepesházy Bertalan. Közülük Bikszárdy Vincét egy felvonulás alkalmával bebörtönözték és valószínűleg agyonverték, többen börtönt szenvedtek, illetve Magyarországra költöztek. Egyetlen politikai reprezentánsa az Egyesült Magyar Párt volt, amelynek az elnöke végig az az Esterházy János volt, aki már a 30-as években is fontos szerepet játszott a szlovákiai politikában, de aki a háború idején vált a magyar kisebbség mindenki által elismert vezetőjévé. A szlovák parlamentben egyedüliként csak ő nem szavazta meg a zsidók deportálását lehetővé tevő 1942. évi 68. számú törvényt. Ma már tudjuk, hogy Esterházy tevékenyen kivette részét az üldözött zsidókat menekítő akciókból is. Segített nekik elbújni, és közel ezer zsidó megkeresztelését megszervezve megmentette őket az üldöztetéstől.

### A második világháború utáni évek
Mivel a győztes nagyhatalmak már a háború idején elfogadták Csehszlovákia 1937-es határainak felújítását, a szlovákiai magyarok ismét kisebbségi sorba kényszerültek. A Beneš vezette csehszlovák politikai vezetés célja egy nemzeti kisebbségek nélküli csehszlovák nemzetállam létrehozása volt. Ehhez a magyarok egyoldalú kitelepítését tervezték, amihez indokként a kollektív bűnösség elvének megfogalmazása szolgált. Miután azonban a nagyhatalmak az egyoldalú kitelepítés tervezetét elutasították (a németek kitelepítéséhez a nagyhatalmak jóváhagyásukat adták), a csehszlovák politika új módszerekkel akarta elérni célját. A magyaroktól megvonták az állampolgárságot és az ezzel járó jogokat (nyugdíj, szociális támogatás, állami alkalmazás), elkobozták földtulajdonukat, bezárták a magyar iskolákat, felszámolták a magyar sajtót és a magyar kulturális intézményeket, a magyar közvagyont pedig elkobozták. A magyar vezetőket bebörtönözték és konstruált perekben ítélték el. Esterházy Jánost, Csáky Mihályt, Jabloniczky Jánost, Neumann Tibort, Párkány Lajost, Lászlóffy Ferencet, Virsik Károlyt, Szüllő Sándort, Böjtös Józsefet, Birnbaum Frigyest és Teszár Bélát letartóztatták és átadták a Szovjetuniónak ahol az elhunytakat leszámítva kívül sok évig raboskodtak.
A Szovjetunió nyomására Magyarország 1946. február 27-én kénytelen volt aláírni a szerződést a csehszlovák–magyar lakosságcseréről. Az egyezmény értelmében a csehszlovák hatóságok annyi szlovákiai magyart voltak jogosultak Magyarországra áttelepíteni, amennyi magyarországi szlovák önként jelentkezett a Szlovákiába való áttelepülésre. A lakosságcsere végrehajtása végül 1947 áprilisában kezdődött meg. A több mint két évig tartó akció során a Magyarországról Szlovákiába önként áttelepült 59 774 szlovákkal szemben 76 616 magyar volt kénytelen a szülőföldjét elhagyni. Közben a csehszlovák kormányzat a szlovákiai magyarok csehországi kényszerközmunkára való hurcolását is elrendelte. 1946/47 telén mintegy 44 ezer személyt: férfiakat, nőket, gyerekeket és öregeket szállítottak fűtetlen marhavagonokban Csehországba, ahol mezőgazdasági munkát végeztettek velük. A deportáltak otthon maradt vagyonát az állam szlovák jelentkezők számára utalta ki, akik kezdetben csupán a vagyon kezelői lettek volna, idővel pedig annak tulajdonosai is. A deportálások és az áttelepítések következtében védtelen és megrémült magyarokat a reszlovakizációs akcióval próbálták végérvényesen megtörni. A reszlovakizáció visszaszlovákosítást jelent, vagyis a szlovák értelmezés szerint az előző századokban elmagyarosodott szlovákok visszatérését anyanemzetükhöz. A reszlovakizáltaknak lehetővé tették, hogy visszakapják állampolgárságukat, kihúzták őket a deportálásra és áttelepítésre kijelöltek listájáról, visszaadták elkobzott tulajdonukat. A szorult helyzetben lévő magyarokat ezzel próbálták rákényszeríteni nemzetiségük feladására. A felvidéki magyarok jelentős része végül beadta a derekát, hiszen felmérte, hogy az állampolgárság hiányával járó teljes kiszolgáltatottság nagyobb veszélyt jelent a jövő szempontjából. 719 településről összesen 423 264-en kérték a szlovák nemzetiség megadását. Ebből összesen 326 679 személyt nyilvánítottak szlováknak. Habár mennyiségi mutatók szempontjából a reszlovakizáció volt a nemzetállami nacionalizmus legsikerültebb akciója, mégis ez okozta a legkisebb kárt a magyar nemzetrészben. A papíron egyik pillanatról a másikra szlovákká váló tömegek ugyanis érzéseikben továbbra is magyarok voltak, és így a szlovákiai magyarok folytonosságának a biztosítékai maradtak.
Az 1945 és 1949 közötti évek – amelyet a felsoroltak mellett a magyarok ellen indított tömeges népbírósági perek és a magyar településnevek megváltoztatása is jellemzett – a szlovákiai magyarok eddigi legsúlyosabb megpróbáltatásait jelentették. Tízezreket űztek el otthonukból, százezreket aláztak meg emberségükben és magyarságukban. A hontalanság éveinek a következménye, hogy az 1950-es népszámlálás idején csupán 350 ezren vallották magukat magyarnak Szlovákiában.

### A szocializmus korszaka
1948 februárjától, a kommunista hatalomátvétel után bizonyos ideig enyhült a magyarok jogfosztottsága. Akik letették a hűségesküt, 90 napon belül visszakaphatták állampolgárságukat. 1949 márciusában létrejött a Csehszlovákiai Magyar Dolgozók Kulturális Szövetsége, a CSEMADOK. 1949-ben megindulhatott a magyar nyelvű oktatás alap- és középfokon. Lassan aktivizálódni kezdett az országban maradt magyar értelmiség is.
Az 1956-os és az 1960. évi csehszlovák alkotmány is említést tett a magyar és a többi kisebbségről, papíron biztosította az anyanyelvi oktatás és művelődés lehetőségét.
Súlyos csapás volt azonban a magyarokra, hogy megváltoztatták a közigazgatási beosztást. Ezzel tovább csökkent azoknak a közigazgatási körzeteknek a száma, ahol a magyarok többségben voltak.
1968 tavaszán a CSEMADOK a szlovák parlament és a kormány mellett nemzetiségi szervek létrehozását javasolta, az alapiskoláktól a főiskolákig terjedő magyar nyelvű iskolarendszert kívánt létrehozni, felvetette a közigazgatási beosztás módosítását. A CSEMADOK tervezetét cseh és szlovák részről élesen támadták.
Az 1968-as csehszlovák függetlenségi törekvések bukása és az ország szovjet megszállása után elfogadott új csehszlovák alkotmány deklarálta a cseh és a szlovák tagállam szövetségét, a csehszlovák föderáció létrejöttét.
A nemzetiségek helyzetét szabályozó 1968/144. sz. alkotmánytörvény először ígért a különböző választott testületekben a nemzetiségek számára arányos képviseletet, ez azonban papíron maradt, sőt kísérletek történtek az alternatív oktatás bevezetésére a magyar tanítási nyelvű iskolákban. 1968-88 között mintegy 200 magyar iskolát zártak be.
Az 1980-as évekre Csehszlovákiában is megerősödött az ellenzéki szervezkedés. Az egyik legjelentősebb szervezet az 1978-ban alakult Csehszlovákiai Magyar Kisebbség Jogvédő Bizottsága volt (szóvivője Duray Miklós, a Charta ’77 egyik aláírója).
A szocializmus csehszlovákiai válsága felélénkítette a szlovák nacionalista mozgalmat, amely már a magyarok mellett a csehek ellen is irányult. A folyamat 1993. január 1-jével Szlovákia önállósulásához vezetett.

### A rendszerváltástól máig
Az 1989. november 17-én Csehszlovákiában kirobbant bársonyos forradalom új korszakot nyitott a szlovákiai magyarok történetében is. A magyarországi rendszerváltás eseményeit nagy figyelemmel kísérő magyar közösség képviselői a kezdetektől fogva aktív szerepet vállaltak a szocialista rendszer lebontásában és a demokratikus társadalom kiépítésében.
A rendszerváltást követően három egymástól ideológiájában és a többségi társadalomhoz való viszonyában is eltérő magyar párt alakult ki. A Magyar Polgári Párt a liberális, a Magyar Kereszténydemokrata Mozgalom elsősorban a keresztény értékek mentén politizált, míg az Együttélés kezdettől fogva elutasította a magyar kisebbség ideológiai alapokon való szerveződését és népi jellegű egységpárt kialakítására törekedett. Noha 1990-től fokozatosan kiszélesedtek a magyarok nemzetiségi jogai, és megkezdődött a kisebbségi intézményrendszer kiépülése, a szólásszabadság a nacionalizmus megnyilvánulásait is a felszínre hozta.
1993. január 1-jétől Szlovákia független állammá vált, amelynek alkotmánya a szlovákok nemzetállamaként határozta meg az új köztársaságot. Az új államiság első éveiben a szlovák kormányzat a magyarok érdekeivel ellentétes, azok jogait korlátozó politikát folytatott.[forrás?] Ez az 1998-as választás eredményeképpen változott meg, amelytől kezdődően a közben egységesült magyar pártok utódpártja, a Magyar Koalíció Pártja (MKP) két választási időszakon keresztül is kormánytényezővé tudott válni. Az 1998-tól 2006-ig tartó időszak nemcsak a magyar intézményrendszer fokozatos kiépülésének és a kisebbségi jogok lassú bővülésének az időszaka, de ezzel párhuzamosan Szlovákia sikeres euroatlanti integrációjának is. A Szlovák Köztársaság Magyarországgal egy időben 2004. május 1-jétől az Európai Unió teljes jogú tagjává vált, és ez új távlatokat nyithat a szlovákiai magyarok előtt is.
A 2006-os szlovákiai parlamenti választásat követően a Robert Fico által vezetett Irány – Szociáldemokrácia (SMER-SD), a Mečiar-féle Néppárt – Demokratikus Szlovákiáért Mozgalom (ĽS–HZDS) és a szélsőségesen nacionalista Ján Slota-féle Szlovák Nemzeti Párt (SNS) koalíciót hozott létre. Ján Slota gyakran szokott magyarellenes kijelentéseket tenni (még 2001-ben mondta például, hogy "üljetek harckocsira, és tegyük a földdel egyenlővé Budapestet" 2006 második felében Szlovákia területén történtek magyarellenes atrocitások. Jellemző a szlovák történelemoktatásban a magyarellenesség és a történelmi események a magyar állásponttól eltérő magyarázata. A kerületek felosztása kedvezőtlen a magyarok számára, mivel azokat úgy alakították ki, hogy a magyarok aránya minél kisebb legyen bennük. A szélsőséges szlovák csoportok és a szlovákiai (és anyaországi) magyarok között máig előfordulnak komoly viták. A Beneš-dekrétumok 2007-es, az MKP-n kívül az összes párt által támogatott megerősítése is tiltakozást váltott ki Szlovákiában és Magyarországon is.
Szlovákiában igen jelentős a magyarellenesnek nevezhető pártok támogatottsága (Ján Slota és Vladimír Mečiar pártjai körülbelül 20%-ot értek el 2006-ban.) 2009-ben a szlovák parlament elfogadta a nyelvtörvényt, ami a Felvidéken élő magyarokra tekintve igen nagy hátrányt jelent. Magyarország négypárti összefogásként többször is megpróbált harcolni a törvény módosításáért, de eddig sikertelenül. A 2010-es parlamenti választás eredménye, hogy a MKP nem jutott be a szlovák parlamentbe, de bejutott a Bugár Béla Most–Híd pártja és 14 mandátumot kapott.
A 2012-es szlovákiai parlamenti választáson a Slota-féle Szlovák Nemzeti Párt már nem jutott be a parlamentbe.
Az államilag kiemelten támogatott, fokozódó elszlovákosítás hatása, hogy 2001–2011 között 33 település vált magyarból szlovák többségűvé (például Ógyalla, Zselíz és Pelsőc).

## Demográfia
A szlovákiai magyarok számának és arányának alakulása 1921-2011 között:
...s itt majd szintén a történelem fogja megmutatni, hogy e helyeken a kisebbségvédelem alatt mennyire növekszik a magyarság száma. Ha védik, akkor gyarapodnia kell!
|        | Nemzetiség (%)                                                                                             | Kimutatott fogyás az előzőhöz képest (%)                                                           | Anyanyelv (%)  | Nyilvánosan használt nyelv | Otthon használt nyelv |
| ------ | --- | -------------------------------------------------------------------------------------------------- | -------------- | -------------------------- | --------------------- |
| 1921   | 637 183 (31,6)                                                                                             | -                                                                                                  | -              | -                          | -                     |
| 1930   | 592 337 (17,6)                                                                                             | -44 846 (-7)                                                                                       | -              | -                          | -                     |
| (1938) | 830-867 ezer 879 007 (a visszakerült kárpátaljai résszel együtt) +66-70 ezer Szlovákiában maradt (becslés) | 1930-hoz viszonyítva: +122-159 ezer és a Szlovákiában maradtak +170 086 és a Szlovákiában maradtak | -              | -                          | -                     |
| 1950   | 354 559 (10,3)                                                                                             | 1930-hoz (!) viszonyítva: -237 778 (-40,1)                                                         | -              | -                          | -                     |
| 1961   | 517 582 (12,4)                                                                                             | +163 023 (+45,9) 1930-hoz (!) viszonyítva: -74 755 (-12,6)                                         | -              | -                          | -                     |
| 1970   | 553 549 (12,2)                                                                                             | +35 967 (+6,9)                                                                                     | -              | -                          | -                     |
| 1980   | 559 011 (11,2)                                                                                             | +5 462 (+0,9)                                                                                      | -              | -                          | -                     |
| 1991   | 567 296 (10,8)                                                                                             | +8 285 (+1,4)                                                                                      | -              | -                          | -                     |
| 2001   | 520 528 (9,7)                                                                                              | -46 768 (-8,2)                                                                                     | 572 929 (10,7) | -                          | -                     |
| 2011   | 458 467 (8,5)                                                                                              | -62 061 (-11,9)                                                                                    | 508 714 (9,4)  | 391 577 (7,3)              | 472 212 (8,7)         |
| 2021   | 422 065 (7,75) + 34089                                                                                     | -36 402 (-7,9)                                                                                     | 462 175 (8,48) | -                          | -                     |

A 2011-es népszámlálás során 458 467 személy (62 ezerrel kevesebben, mint 2001-ben) vallotta magát magyarnak, ami Szlovákia lakosságának a 8,5%-át jelenti. A magyart anyanyelvként használók száma azonban ennél némileg magasabb. A magát magyarnak vallók döntő többsége (több mint 90%-a) Dél-Szlovákiának a Magyarországgal határos déli sávjában, mintegy 8400 négyzetkilométernyi összefüggő területen él. 2021-ben 422 065 személy vallotta magát "elsősorban" magyarnak, ami 36 ezerrel kevesebb mint 10 évvel korábban, tehát a fogyás üteme némileg lassult. Ez Szlovákia lakosságának 7,75 százalékát jelenti. Második helyen további 34 ezer állampolgár jelölte magát magyar nemzetiségűnek, ez azonban jelenleg a közigazgatási nyelvhasználati jogok szempontjából nem számít, módszertanilag azonban máig tisztázatlan az alkalmazása. Anyanyelveként 462 ezer személy jelölte meg a magyart, ami ismét és a kettőt összeadva is magasabb arány, de a 10 éves fogyás, bár itt is látható lassulás, is nagyobb mértékű.
Az első Csehszlovák köztársaságtól eltérően, amikor Pozsonytól Ágcsernyőig folyamatos és meglehetősen homogén településterületet alkotott, ma három nagyobb magyar településtömbről beszélhetünk. A legnagyobb magyar tömböt a Délnyugat-Szlovákiában Pozsonytól az Ipoly mentéig élő magyarok alkotják. Ide tartoznak a leghomogénebb magyar területnek számító Csallóköz, a Mátyusföld, a Vág és Garam közti területek és az Ipolymente magyarjai. A második nagy magyar településterületet a nógrádi, gömöri és kassai-medencei magyarok alkotják, a harmadik nagy tömböt pedig a Bodrogközben és Ung-vidéken élő magyarok. A tömbmagyarokon kívül jelentősebb nyelvszigetet alkotnak a Nyitra környéki magyarok.
Szlovákia jelenlegi közigazgatási felosztása szerint a szlovákiai magyarok az ország nyolc kerületéből négyben haladják meg a 10%-ot. A Nyitrai kerületben a lakosság 27,6%-át, a Nagyszombati kerületben a 23,7%-át, a Besztercebányai kerületben 11,7%-át, míg a Kassai kerületben 11,2%-át teszik ki. Jelentősebb számú magyar még a Pozsonyi kerületben él (4,6%), a többi kerületben azonban elhanyagolható a magyarok számaránya.
Szlovákiában összesen 506 olyan település van, ahol a magyarok részaránya meghaladja a 10%-ot, ezen belül pedig 336 település, amelyben magyar többség van. Ezeknek a településeknek a nagy része azonban kis lakosságszámú falu, és csupán 12 városban haladja meg a magyarok aránya az 50%-ot. A magyarok 59,3%-a ötezernél kisebb lélekszámú falvakban lakik.

## Közigazgatás

### Legtöbb magyar lakossal rendelkező települések
|  |

|      | Helység           | Népesség | Népesség | Népesség | Magyarok száma | Magyarok száma | Magyarok száma | Magyarok aránya | Magyarok aránya | Magyarok aránya |
| 2001 | Helység           | 2011     | 2021     | 2001     | 2011           | 2021           | 2001           | 2011            | 2021            |                 |
| ---- | ----------------- | -------- | -------- | -------- | -------------- | -------------- | -------------- | --------------- | --------------- | --------------- |
| 1.   | Komárom           | 37 366   | 34 349   | 32 967   | 22 452         | 18 506         | 17 696         | 60,1            | 53,9            | 53,68           |
| 2.   | Dunaszerdahely    | 23 519   | 22 477   | 23 044   | 18 756         | 16 752         | 17 156         | 79,7            | 74,5            | 74,45           |
| 3.   | Pozsony           | 426 927  | 411 228  | 475 503  | 16 451         | 14 119         | 11 167         | 3,8             | 3,4             | 2,34            |
| 4.   | Érsekújvár        | 42 262   | 39 646   | 37 791   | 11 632         | 8 863          | 8 101          | 27,5            | 22,4            | 21,44           |
| 5.   | Kassa             | 234 596  | 240 433  | 229 040  | 8 940          | 6 382          | 5 636          | 3,8             | 2,7             | 2,46            |
| 6.   | Rimaszombat       | 25 088   | 24 640   | 22 048   | 8 846          | 7 298          | 6 832          | 35,3            | 29,6            | 30,99           |
| 7.   | Gúta              | 10 823   | 10 696   | 10 572   | 8 742          | 8 201          | 7 839          | 80,8            | 76,7            | 74,15           |
| 8.   | Somorja           | 12 143   | 12 726   | 13 628   | 8 091          | 7 309          | 6 752          | 66,6            | 57,4            | 49,55           |
| 9.   | Párkány           | 11 708   | 10 919   | 9 777    | 8 048          | 6 624          | 6 299          | 68,7            | 60,7            | 64,43           |
| 10.  | Nagymegyer        | 9 113    | 8 859    | 8 446    | 7 705          | 6 696          | 6 624          | 84,5            | 75,6            | 78.4            |
| 11.  | Fülek             | 10 198   | 10 817   | 9 949    | 6 568          | 5 792          | 6 256          | 64,4            | 53,5            | 62,88           |
| 12.  | Királyhelmec      | 8 031    | 7 698    | 7 489    | 6 179          | 5 670          | 5 401          | 76,9            | 73,7            | 72,12           |
| 13.  | Galánta           | 16 365   | 15 138   | 15 052   | 6 022          | 4 623          | 4 172          | 36,8            | 30,5            | 27,72           |
| 14.  | Nagykapos         | 9 760    | 9 406    | 8 799    | 5 561          | 5 604          | 4 662          | 57,0            | 59,6            | 52,98           |
| 15.  | Rozsnyó           | 19 261   | 19 706   | 17 569   | 5 162          | 3 909          | 3 298          | 26,8            | 19,8            | 18,77           |
| 16.  | Tornalja          | 8 169    | 7 509    | 6 971    | 5 076          | 4 331          | 4 067          | 62,1            | 57,7            | 58,34           |
| 17.  | Ipolyság          | 8 061    | 7 624    | 7 267    | 5 015          | 4 410          | 4 162          | 62,2            | 57,8            | 57,27           |
| 18.  | Bős               | 5 084    | 5 361    | 5 232    | 4 598          | 4 711          | 4 217          | 90,4            | 87,9            | 80,60           |
| 19.  | Léva              | 36 538   | 34 844   | 31 974   | 4 469          | 3 202          | 2 644          | 12,2            | 9,2             | 8,3             |
| 20.  | Vágsellye         | 24 564   | 23 554   | 21 183   | 4 392          | 3 333          | 2 772          | 17,9            | 14,1            | 13,1            |
| 21.  | Szepsi            | 9 525    | 11 068   | 10 305   | 4 158          | 3 279          | 2 897          | 43,6            | 29,6            | 28,1            |
| 22.  | Ógyalla           | 8 153    | 7751     | 7 467    | 4 092          | 3 196          | 3 038          | 50,2            | 41,2            | 40,69           |
| 23.  | Zselíz            | 7 522    | 7 186    | 6 756    | 3 855          | 3 501          | 2 815          | 51,2            | 48,7            | 41,7            |
| 24.  | Losonc            | 28 332   | 28 475   | 25 902   | 3 713          | 2 660          | 2 171          | 13,1            | 9,3             | 8,4             |
| 25.  | Udvard            | 5 138    | 5 164    | 4 999    | 3 684          | 3 208          | 2 645          | 71,7            | 62,1            | 52,9            |
| 26.  | Tardoskedd        | 5 120    | 5 188    | 5 183    | 3 653          | 3 234          | 2 858          | 71,3            | 62,3            | 55,1            |
| 27.  | Nádszeg           | 3 795    | 3805     | 3 864    | 3 557          | 3 414          | 3 308          | 93,7            | 89,7            | 85,61           |
| 28.  | Ekecs             | 3 804    | 3 677    | 3 704    | 3 520          | 3 366          | 3 170          | 92,5            | 91,5            | 85,58           |
| 29.  | Marcelháza        | 3 822    | 3 751    | 3 802    | 3 381          | 3 228          | 2 807          | 88,5            | 86,1            | 73,8            |
| 30.  | Szenc             | 14 673   | 17 050   | 20 116   | 3 246          | 2 467          | 2 287          | 22,1            | 14,5            | 11,4            |
| 31.  | Pered             | 3 700    | 3 716    | 3 719    | 3 063          | 2 910          | 2 618          | 82,8            | 78,3            | 70,4            |
| 32.  | Nagyfödémes       | 4 180    | 4 330    | 4 665    | 2 971          | 2 757          | 2 503          | 71,1            | 63,7            | 53,7            |
| 33.  | Naszvad           | 5 014    | 5 068    | 5 014    | 2 957          | 2 717          | 2 461          | 59,0            | 53,6            | 49,1            |
| 34.  | Bátorkeszi        | 3 514    | 3 415    | 3 323    | 2 930          | 2 671          | 2 525          | 83,4            | 78,2            | 76              |
| 35.  | Nyárasd           | 3 015    | 3 045    | 3 116    | 2 805          | 2 690          | 2 696          | 93,0            | 88,3            | 86,5            |
| 36.  | Tiszacsernyő      | 4 645    | 3 885    | 3 586    | 2 792          | 2 419          | 1 843          | 60,1            | 62,3            | 51,4            |
| 37.  | Jóka              | 3 864    | 3 906    | 4 042    | 2 642          | 2 314          | 2 018          | 68,4            | 59,2            | 49,9            |
| 38.  | Vágfarkasd        | 3 394    | 3 328    | 3 220    | 2 458          | 2 284          | 2 001          | 72,4            | 68,6            | 62,1            |
| 39.  | Perbete           | 3 137    | 2 974    | 2 745    | 2 403          | 2 192          | 1 856          | 76,6            | 73,7            | 67,6            |
| 40.  | Nemesócsa         | 2 627    | 2 462    | 2 317    | 2 358          | 2 014          | 1 865          | 89,8            | 81,8            | 80,5            |
| 41.  | Nagymagyar        | 3 475    | 3 571    | 3 611    | 2 352          | 1 563          | 1 207          | 67,7            | 43,8            | 32              |
| 42.  | Nyékvárkony       | 2 537    | 2 578    | 2 794    | 2 351          | 2 183          | 2 209          | 92,7            | 84,7            | 79,1            |
| 43.  | Csallóközaranyos  | 2 566    | 2 404    | 2 428    | 2 322          | 2 045          | 1 788          | 90,5            | 85,1            | 76,6            |
| 44.  | Nagymácséd        | 2 566    | 2 603    | 2 614    | 2 176          | 1 982          | 1 737          | 84,8            | 76,1            | 66,4            |
| 45.  | Felsőszeli        | 3 134    | 3 220    | 3 198    | 2 100          | 1 953          | 1 822          | 67,0            | 60,7            | 57              |
| 46.  | Nyitranagykér     | 3 190    | 2 574    | 2 980    | 2 051          | 1 634          | 1 423          | 64,3            | 54,3            | 47,8            |
| 47.  | Szőgyén           | 2 649    | 2 574    | 2 412    | 2 040          | 1 808          | 1 660          | 77,0            | 70,2            | 68,8            |
| 48.  | Vásárút           | 2 125    | 2 160    | 2 211    | 2 011          | 1 947          | 1 883          | 94,6            | 90,1            | 85,2            |
| 49.  | Kürt              | 2 233    | 2 086    | 1 926    | 1 983          | 1 708          | 1 538          | 88,8            | 81,9            | 79,9            |
| 50.  | Komáromszentpéter | 2 621    | 2 734    | 2 735    | 1 930          | 1 870          | 1 776          | 73,6            | 68,4            | 64,9            |

### Városok a legnagyobb magyar többséggel (2021)
A tíz évvel korábbi adatokhoz képest egy városi rangú településen (Somorja) csökkent a magyarok aránya 50% alá, így már csak 12 városban van magyar többség (Naszvad csak 2020-tól lett város). A „legmagyarabb” város továbbra is Bős. Füleken, Nagymegyeren, Párkányban és Tornalján javult a százalékos arány, abszolút értékben azonban csak Füleken javult a magyarok helyzete (a 2. helyen megjelölt nemzeti kötődést nem számolva).
- Komárom – 32967 lakosából 17696 (+995; 53,7%) magyar
- Dunaszerdahely – 23044 lakosából 16577 (+579; 71,9%) magyar
- Gúta – 10572 lakosából 7839 (+247; 74,2%) magyar
- Fülek – 9949 lakosából 6256 (+322; 62,9%) magyar
- Párkány – 9777 lakosából 6299 (+263; 64,4%) magyar
- Nagykapos – 8799 lakosából 4662 (+570; 53,0%) magyar
- Nagymegyer – 8446 lakosából 6624 (+221; 78,4%) magyar
- Királyhelmec – 7489 lakosából 5401 (+377; 72,1%) magyar
- Ipolyság – 7267 lakosából 4162 (+195; 57,3%) magyar
- Tornalja – 6971 lakosából 4067 (+276; 58,3%) magyar
- Bős – 5232 lakosából 4217 (+106; 80,6%) magyar
- Tiszacsernyő – 3586 lakosából 1843 (+153; 51,4%) magyar

### Városok 10-50% magyar lakossággal (2021)
- Somorja – 13628 lakosának 49,6%-a magyar
- Naszvad – 5014 lakosának 49,1%-a magyar
- Zselíz – 6756 lakosának 41,7%-a magyar
- Ógyalla – 7467 lakosának 40,7%-a magyar
- Rimaszombat – 22048 lakosának 31,0%-a magyar
- Szepsi – 10305 lakosának 28,1%-a magyar
- Galánta – 15052 lakosának 27,7%-a magyar
- Diószeg – 5415 lakosának 25,4%-a magyar
- Érsekújvár – 37791 lakosának 21,4%-a magyar
- Rozsnyó – 17569 lakosának 18,8%-a magyar
- Vágsellye – 21183 lakosának 13,1%-a magyar
- Szenc – 20116 lakosának 11,4%-a magyar

### Egyéb városok jelentősebb magyar lakossággal (2021)
A következő városokban a magyarok aránya nem éri el a 10%-ot, de abszolút létszámuk meghaladja az 5000 főt:
- Pozsony – 11297 magyar (a lakosság 2,4%-a) [19]
- Kassa – 5636 magyar (a lakosság 2,5%-a) [20]

## Politika

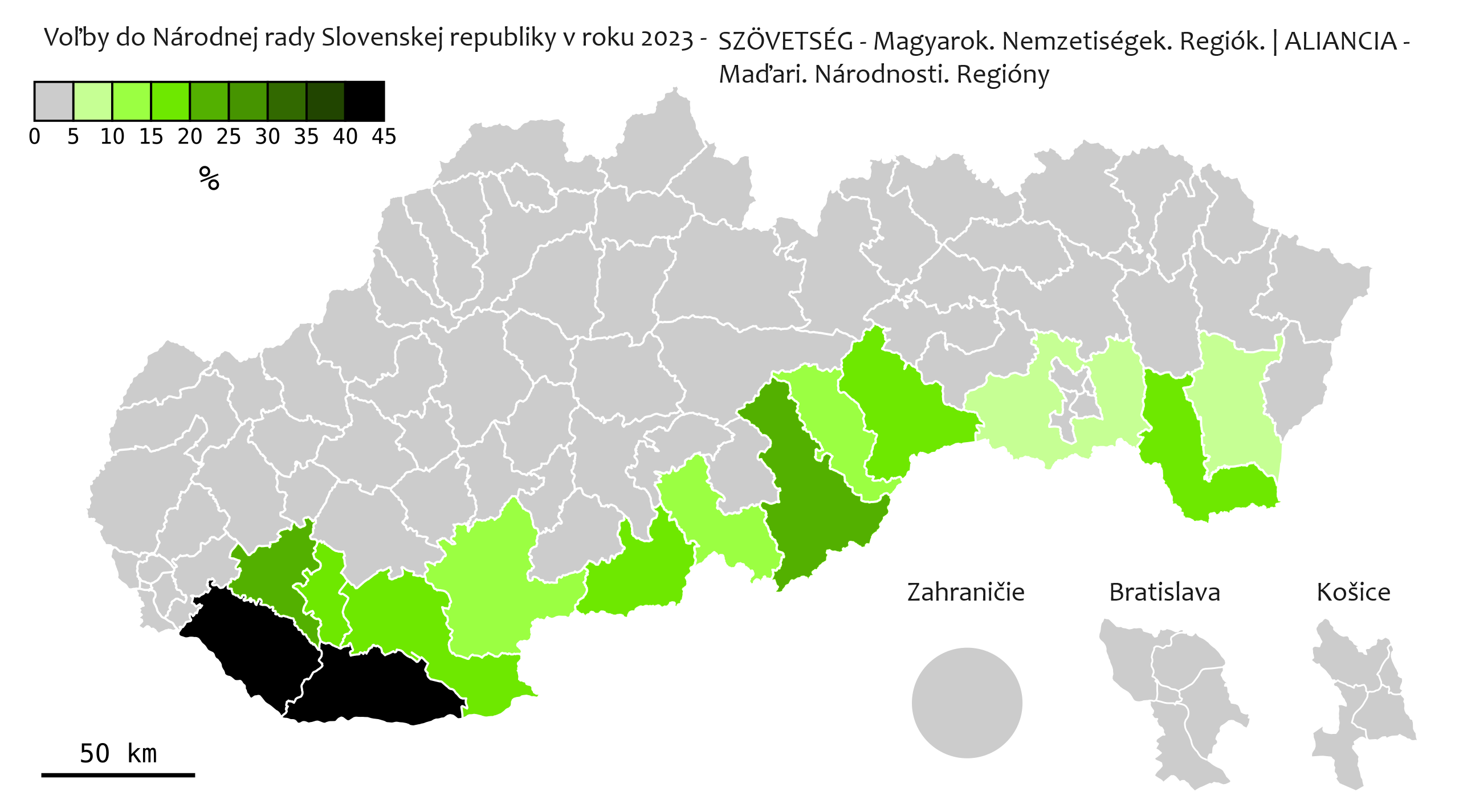
A Szövetség által elért eredmény Szlovákia egyes járásaiban a 2023-as parlamenti választáson

### Politikai pártok
- Fórum
- Magyar Szövetség (MSZ)
- Most–Híd 2023

### Megszűnt pártok
- Együttélés
- Magyar Közösség Pártja (MKP)
- Magyar Polgári Párt (MPP)
- Magyar Szocialisták Pártja (MSZP)
- Most–Híd

### Pártátnevezések
- Magyar Fórum ––> Magyar Fórum, Szlovákia Polgári Demokratái, A Régiókért, Roma Koalíció, Demokrata Párt ––> Fórum
- Magyar Kereszténydemokrata Mozgalom ––> Magyar Koalíció Pártja ––> Magyar Közösség Pártja †
- Független Magyar Kezdeményezés ––> Magyar Polgári Párt †
- Magyar Népi Mozgalom a Megbékélésért és a Jólétért ––> Magyar Szocialisták Pártja †
- Magyar Közösségi Összefogás ––> Szövetség – Magyarok. Nemzetiségek. Régiók ––> Magyar Szövetség
- Szlovákiai Régiók Pártja ––> Szlovákiai Vállalkozók Pártja ––> Magyar Kereszténydemokrata Szövetség ––> Most–Híd 2023

## Gazdaság
Rendkívül hátrányosan érinti a magyar lakosságot az, hogy Szlovákia déli része az ország gazdaságilag egyik legelmaradottabb régiójának számít. A viszonylag kevésbé kiépült infrastruktúra (a magyarok által lakott területeken nincsenek autópályák, gyorsforgalmi utak) és az állami beruházások északibb területekre való irányultsága az okozója annak, hogy kellő számú munkalehetőség hiányában a magyarok között a munkanélküliség mintegy 2-3%-kal meghaladja az országos átlagot, de vannak olyan déli járások (például a Rimaszombati járás), ahol a munkanélküliek aránya kétszerese az országos átlagnak. Egyes magyarlakta területek közel vannak Pozsonyhoz, például Somorja, ez számukra nagy előny. Vannak falvak, ahol magas az életszínvonal (például Dunamocs), ezek a diktatúra idején is nagyon jól gazdálkodtak[forrás?].

## Kultúra

### Oktatás
Csehszlovákiában 1937-38-ban 4529 iskolából (nép- és polgári összesen) 775 volt magyar, 13478 osztályból 1988 magyar, 601 ezer tanulóból 97,4 ezer volt magyar nemzetiségű ebből 89,9 ezer tanult magyar iskolában a többi vegyes és szlovák iskolákba járt. A második világháborút követően a magyar iskolákat bezárták, több mint 100 ezer magyar diák oktatás nélkül maradt, vagy szlovák nyelvű és alacsony képzettséggel bíró iskolákba járt. 1949-50-es tanévben nyíltak újra magyar osztályok, a következő tanévtől pedig magyar iskolák is de csupán 1260 osztállyal, 30 ezer tanulóval.
Szlovákiában 585 magyar tanítási nyelvű oktatási intézmény működik (az óvodákat is beleértve). További 194 iskola kétnyelvű (szlovák-magyar). 2004-ben nyílt meg Komáromban a Selye János Egyetem, az első állami támogatású magyar nyelvű egyetem Magyarországon kívül.
Magyar tannyelvű alapiskolával rendelkező települések:
| - Abafalva - Ágcsernyő - Ajnácskő - Alistál - Almágy - Alsóbodok - Alsóhatár - Alsószeli - Bacska - Baka - Balogfala - Baraca - Bátka - Bátorkeszi - Battyán - Bély - Béna (település) - Beretke - Bodrogszentes - Bodrogszerdahely - Bolgárom - Bős - Boly - Búcs - Buzita - Cakó - Csáb - Csákányháza - Csallóközaranyos - Csallóközcsütörtök - Csallóközkürt - Csallóköznádasd - Csata - Csenke - Csicser - Csicsó - Csilizradvány - Csíz - Csoltó - Csoma - Deáki - Deresk - Dernő - Détér - Dióspatony - Diószeg - Dobóca - Dunamocs - Dunaradvány - Dunaszerdahely - Éberhárd - Egyházasbást - Egyházgelle - Ekecs - Ekel - Érsekkéty | - Érsekújvár - Farnad - Feketenyék - Fél - Feled - Felsőpatony - Felsőszeli - Fülek - Fülekkovácsi - Fülekpüspöki - Füleksávoly - Galánta - Gesztete - Gice - Gímes - Gortvakisfalud - Gömörfüge - Gömörhorka - Gömörhosszúszó - Gömörmihályfalva - Gömörsid - Görgő - Guszona - Gúta - Hanva - Harkács - Hegysúr - Hetény - Hidaskürt - Hodos - Illésháza - Inám - Ipolybalog - Ipolygalsa - Ipolyhídvég - Ipolynyék - Ipolyság - Ipolyszakállos - Ipolyvarbó - Izsa - Jóka - Kálosa - Karva - Kassa - Kecső - Kéménd - Keszegfalva - Királyhelmec - Királyrév - Kisgéres - Kisudvarnok - Kolon - Komárom - Köbölkút - Körtvélyes | - Kövecses - Krasznahorkaváralja - Kürt (település) - Ladmóc - Lakszakállas - Lég - Lelesz - Léva - Losonc - Lukanénye - Madar - Marcelháza - Martos - Megyercs - Méhi - Muzsla - Nádszeg - Nagyabony - Nagybalog - Nagycétény - Nagydaróc - Nagyfödémes - Nagykapos - Nagykeszi - Nagykövesd - Nagymácséd - Nagymagyar - Nagymegyer - Nagyölved - Nagyszarva - Nagyszelmenc - Nagytárkány - Nána - Naprágy - Naszvad - Negyed - Nemeskajal - Nemeskosút - Nemesócsa - Nyárasd - Nyékvárkony - Nyitracsehi - Ógyalla - Óvár - Padány - Párkány - Patas - Pelsőc - Perbenyik - Perbete - Pered - Pográny - Pozsony - Pozsonyeperjes - Pozsonypüspöki | - Pozsonyvezekény - Radnót - Ragyolc - Rapp - Réte - Rimajánosi - Rimaszécs - Rimaszombat - Rozsnyó - Sajógömör - Sajólénártfalva - Sajószentkirály - Serke - Simony - Sókszelőce - Somorja - Szádalmás - Szalka - Szenc - Szentpéter - Szepsi - Szilice - Szímő - Szomotor - Szútor - Tajti - Taksonyfalva - Tallós - Tany - Tardoskedd - Tejfalu - Tiszacsernyő - Torna - Tornagörgő - Tornalja - Tornaújfalu - Töböréte - Uzapanyit - Vága - Vágfarkasd - Vágkirályfa - Vágsellye - Vaján - Várgede - Várhosszúrét - Vilke - Vízkelet - Zétény - Zonctorony - Zselíz - Zsére - Zsigárd |  |

A 2021-22-es tanévben az összes szlovákiai általános iskolás 6.3%-a 29 293 diák tanult magyarul.
A legtöbb magyarul tanuló diák az alábbi településeken tanul.
| Település neve | Összes tanuló | Magyarul tanulók | %     | Összes tanuló | Magyarul tanulók | %     |
| -------------- | ------------- | ---------------- | ----- | ------------- | ---------------- | ----- |
| Dunaszerdahely | 3 055         | 1 872            | 61,3% | 2 889         | 1 853            | 64,1% |
| Komárom        | 2 830         | 1 719            | 60,7% | 2 771         | 1 666            | 60,1% |
| Fülek          | 1 453         | 918              | 63,2% | 1 421         | 898              | 63,2% |
| Tornalja       | 1 181         | 804              | 68,1% | 1 190         | 833              | 70%   |
| Rimaszombat    | 2 290         | 738              | 32,2% | 2 250         | 688              | 30,6% |
| Gúta           | 990           | 695              | 70,2% | 958           | 686              | 71,6% |
| Párkány        | 1 177         | 667              | 56,7% | 1 151         | 654              | 56,8% |
| Szepsi         | 1 582         | 627              | 39,6% | 1 571         | 602              | 38,3% |
| Somorja        | 1 918         | 614              | 32,0% | 1 854         | 609              | 32,8% |
| Nagymegyer     | 757           | 517              | 68,3% | 759           | 526              | 69,3% |

A lenti táblázat mutatja a magyarul tanuló diákok számát és arányát járásonként:
|                       | Tanév 2023/24 Ált.Iskola | Tanév 2023/24 Ált.Iskola | Tanév 2023/24 Ált.Iskola | Tanév 2023/24 Ált.Iskola | Tanév 2023/24 Ált.Iskola |  | Tanév 2022/23 Ált.Iskola | Tanév 2022/23 Ált.Iskola | Tanév 2022/23 Ált.Iskola | Tanév 2022/23 Ált.Iskola | Tanév 2022/23 Ált.Iskola |  | Tanév 2021/22 Ált.Iskola | Tanév 2021/22 Ált.Iskola | Tanév 2021/22 Ált.Iskola | Tanév 2021/22 Ált.Iskola | Tanév 2021/22 Ált.Iskola |
| Település             | Össz                     | Magyarul                 | %                        | Magyar nemz              | %                        |  | Össz                     | Magyarul                 | %                        | Magyar nemz              | %                        |  | Össz                     | Magyarul                 | %                        | Magyar nemz              | %                        |
| Vágsellyei járás      | 4260                     | 874                      | 20,5%                    | 924                      | 21,7%                    |  | 4198                     | 845                      | 20,1%                    | 924                      | 22,0%                    |  | 4165                     | 868                      | 20,8%                    | 868                      | 20,8%                    |
| Galántai járás        | 8068                     | 1546                     | 19,2%                    | 1796                     | 22,3%                    |  | 7902                     | 1551                     | 19,6%                    | 1815                     | 23,0%                    |  | 7563                     | 1567                     | 20,7%                    | 1831                     | 24,2%                    |
| Érsekújvári járás     | 10455                    | 2394                     | 22,9%                    | 2756                     | 26,4%                    |  | 10415                    | 2454                     | 23,6%                    | 2810                     | 27,0%                    |  | 10269                    | 2454                     | 23,9%                    | 2716                     | 26,4%                    |
| Komáromi járás        | 7488                     | 4709                     | 62,9%                    | 4816                     | 64,3%                    |  | 7520                     | 4689                     | 62,4%                    | 4823                     | 64,1%                    |  | 7619                     | 4739                     | 62,2%                    | 4847                     | 63,6%                    |
| Dunaszerdahelyi járás | 10458                    | 6056                     | 57,9%                    | 6479                     | 62,0%                    |  | 10214                    | 5998                     | 58,7%                    | 6535                     | 64,0%                    |  | 9905                     | 6006                     | 60,6%                    | 6512                     | 65,7%                    |
| Lévai járás           | 8646                     | 1325                     | 15,3%                    | 1384                     | 16,0%                    |  | 8641                     | 1345                     | 15,6%                    | 1392                     | 16,1%                    |  | 8537                     | 1367                     | 16,0%                    | 1422                     | 16,7%                    |
| Nagykürtösi járás     | 2920                     | 314                      | 10,8%                    | 384                      | 13,2%                    |  | 2905                     | 312                      | 10,7%                    | 390                      | 13,4%                    |  | 2906                     | 302                      | 10,4%                    | 382                      | 13,1%                    |
| Losonci járás         | 6011                     | 1590                     | 26,5%                    | 1667                     | 27,7%                    |  | 5917                     | 1562                     | 26,4%                    | 1642                     | 27,8%                    |  | 5846                     | 1554                     | 26,6%                    | 1650                     | 28,2%                    |
| Rimaszombati járás    | 7303                     | 3782                     | 51,8%                    | 3788                     | 51,9%                    |  | 7262                     | 3738                     | 51,5%                    | 3800                     | 52,3%                    |  | 7204                     | 3690                     | 51,2%                    | 3799                     | 52,7%                    |
| Nagyrőcei járás       | 4196                     | 1236                     | 29,5%                    | 1274                     | 30,4%                    |  | 4280                     | 1278                     | 29,9%                    | 1316                     | 30,7%                    |  | 4333                     | 1280                     | 29,5%                    | 1319                     | 30,4%                    |
| Rozsnyói járás        | 5350                     | 1027                     | 19,2%                    | 1126                     | 21,0%                    |  | 5273                     | 1005                     | 19,1%                    | 1138                     | 21,6%                    |  | 5342                     | 1017                     | 19,0%                    | 1161                     | 21,7%                    |
| Kassa vidéki járás    | 11785                    | 1040                     | 8,8%                     | 1115                     | 9,5%                     |  | 12121                    | 995                      | 8,2%                     | 1099                     | 9,1%                     |  | 11759                    | 1014                     | 8,6%                     | 1165                     | 9,9%                     |
| Tőketerebesi járás    | 9402                     | 1377                     | 14,6%                    | 1862                     | 19,8%                    |  | 9344                     | 1361                     | 14,6%                    | 1887                     | 20,2%                    |  | 9339                     | 1345                     | 14,4%                    | 1913                     | 20,5%                    |
| Nagymihályi járás     | 10055                    | 1046                     | 10,4%                    | 1042                     | 10,4%                    |  | 10131                    | 1032                     | 10,2%                    | 1047                     | 10,3%                    |  | 10023                    | 1059                     | 10,6%                    | 1069                     | 10,7%                    |
| Szenci járás          | 11838                    | 420                      | 3,5%                     | 536                      | 4,5%                     |  | 11168                    | 428                      | 3,8%                     | 559                      | 5,0%                     |  | 10302                    | 397                      | 3,9%                     | 532                      | 5,2%                     |
| Nyitrai járás         | 14856                    | 140                      | 0,9%                     | 188                      | 1,3%                     |  | 14478                    | 127                      | 0,9%                     | 188                      | 1,3%                     |  | 13537                    | 135                      | 1,0%                     | 196                      | 1,4%                     |
| Pozsony város         | 43278                    | 380                      | 0,9%                     | 393                      | 0,9%                     |  | 41995                    | 369                      | 0,9%                     | 429                      | 1,0%                     |  | 38746                    | 372                      | 1,0%                     | 433                      | 1,1%                     |
| Kassa város           | 21164                    | 254                      | 1,2%                     | 241                      | 1,1%                     |  | 20115                    | 237                      | 1,2%                     | 239                      | 1,2%                     |  | 19359                    | 225                      | 1,2%                     | 234                      | 1,2%                     |
|                       |                          |                          |                          |                          |                          |  |                          |                          |                          |                          |                          |  |                          |                          |                          |                          |                          |
| Szlovákia             | 489187                   | 29510                    | 6,0%                     | 31893                    | 6,5%                     |  | 482426                   | 29326                    | 6,1%                     | 32090                    | 6,7%                     |  | 468540                   | 29391                    | 6,3%                     | 32109                    | 6,9%                     |

### Magyar kulturális szerveződések
- Csemadok – Szlovákiai Magyar Társadalmi és Közművelődési Szövetség[24]
- Diákhálózat
- Gombaszögi Nyári Tábor
- Pozsonyi Magyar Szakkollégium
- Szlovákiai Magyar Cserkészszövetség
- Szlovákiai Magyar Pedagógusok Szövetsége[25]

### Magyar nyelvű sajtótermékek
- Magyar7[26]
- Új Szó[27]
- Vasárnap[28]

### Magyar nyelvű színházak
- Kassai Thália Színház
- Komáromi Jókai Színház

### Magyar nyelvű internetes hírportálok
- www.bumm.sk
- www.felvidek.ma
- www.korkep.sk
- www.ma7.sk
- napunk.dennikn.sk
- www.parameter.sk
- www.televizio.sk
- www.ujszo.com

### Magyar nyelvű rádióállomások
- Patria Rádió[29] (Szlovák állami rádió magyar nyelvű adása)
- Mária Rádió Mirjam (Napi 24 órás, magyar nyelvű, nagyrészt vallási, kulturális és történelmi tartalommal bíró műsor)

### Magyar nyelvű tévécsatornák
- Régió TV

### Magyar nyelvű tévéadások
- Magyar magazin[30]
- Terítéken[30]

### Magyar nyelvű könyvkiadók
- AB-Art kiadó
- Lilium Aurum kiadó
- Madách kiadó
- Méry-Ratio kiadó
- Nap kiadó